# Microsorum australiense
Microsorum australiense är en stensöteväxtart som först beskrevs av Bailey, och fick sitt nu gällande namn av Bostock. Microsorum australiense ingår i släktet Microsorum och familjen Polypodiaceae. Inga underarter finns listade.